# Henrik Johansson (fotbollsspelare)
Henrik Johansson, född 23 februari 1998, är en svensk fotbollsspelare som spelar för BK Astrio. Johanssons farfar, Garrincha, är en brasiliansk före detta landslagsspelare i fotboll.

## Karriär
Johanssons moderklubb är IF Centern. Han spelade därefter ungdomsfotboll i Halmstads BK. I januari 2017 skrev Johansson på för Brentfords B-lag.
I juli 2019 värvades Johansson av Trelleborgs FF, där han skrev på ett tvåårskontrakt. Johansson gjorde sin Superettan-debut den 21 juli 2019 i en 2–0-vinst över Östers IF, där han blev inbytt i den 85:e minuten mot Oscar Johansson. I mars 2022 lånades Johansson ut till Ängelholms FF.
I januari 2023 gick Johansson till division 2-klubben Laholms FK. I november 2023 blev han klar för seriekonkurrenten BK Astrio.